# シルヴィウス・レオポルト・ヴァイス

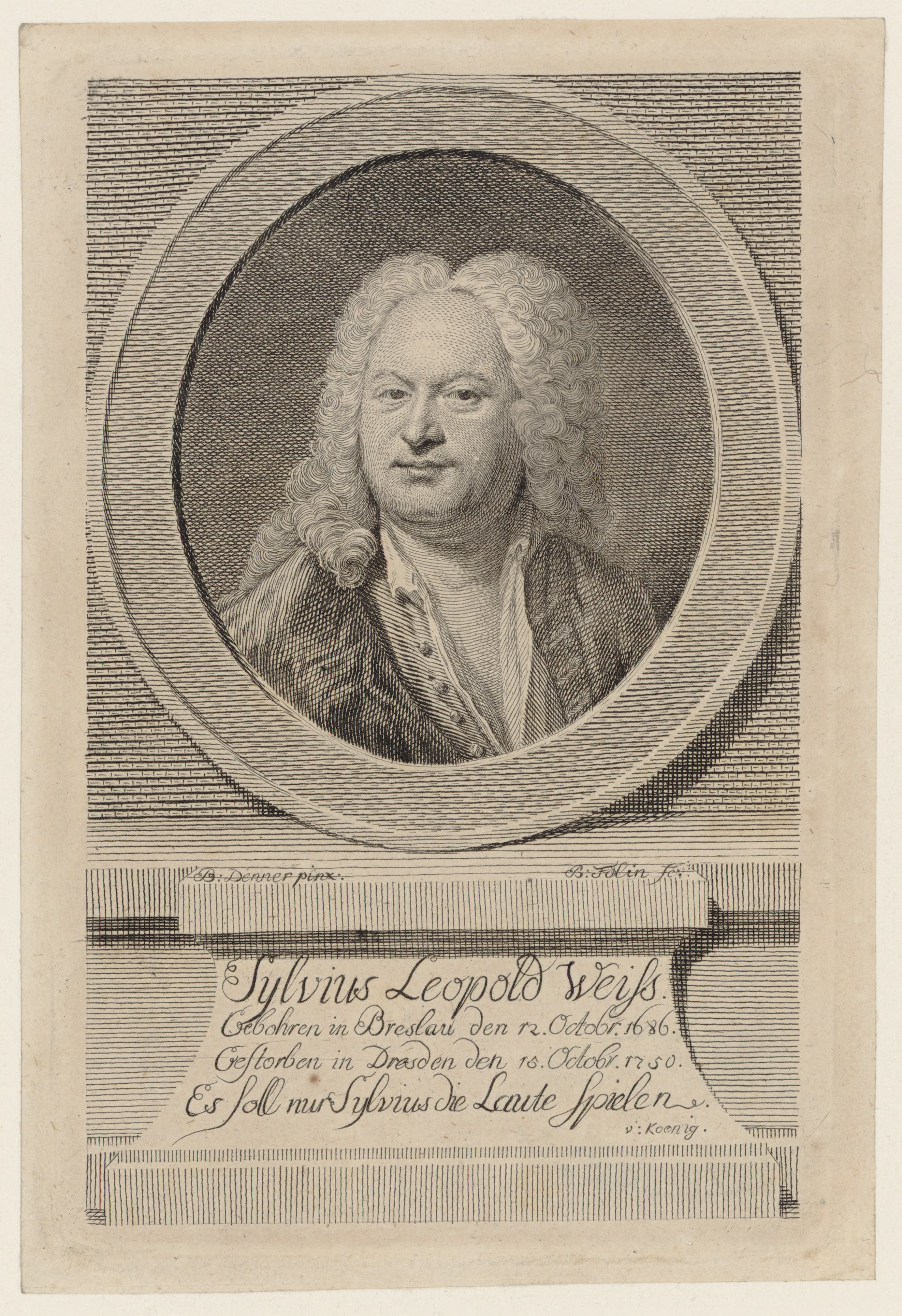
シルヴィウス・レオポルト・ヴァイス

シルヴィウス・レオポルト・ヴァイス（Sylvius Leopold Weiss, 1687年10月12日 ブレスラウ - 1750年10月16日 ドレスデン）は、ドイツ後期バロック音楽の作曲家・リュート奏者。父親のヨハン・ヤーコプもリュート奏者だった。地元の宮廷に仕えた後、ローマやドレスデンで活躍した。1686年誕生説もあるが、資料の裏づけから実際に1687年に生まれたことが分かっている。名は“Silvius”、姓は“Weiß”という綴りもある。
生前は最も有名で、かつ技術的に最も洗練されたリュート奏者であった。トレモロ奏法の発明者。多産なリュート曲の作曲家でもあり、約650曲以上（未考証を含めると約850曲）を残した。ヴァイスの作品の多くは、ソナタや組曲、舞曲などに分けられる。室内楽や協奏曲も作曲したといわれているが、これらの分野の作品のほとんどが現存していない。
作品の整理番号には、Smith番号（Sm 1〜580）、Klima番号（Klima 1〜399）、WeissSW番号（WeissSW 1〜853）がある。
後半生においてヴァイスはヨハン・ゼバスティアン・バッハと親交を結んだ。ヨハン・フリードリヒ・ライヒャルトは、2人が即興演奏を楽しんだとする言い伝えを記録している。
ヴァイスの息子ヨハン・アドルフ・ヴァイスは、ドレスデンの宮廷リュート奏者として彼の跡を継いだ。